# Wilfrid Johnson
Pour les articles homonymes, voir Johnson.
Wilfrid Johnson, né le 15 octobre 1885 à Islington et mort le 21 juin 1960 à Niton, est un joueur britannique de crosse.

## Biographie
Wilfrid Johnson fait partie de l'équipe nationale britannique médaillée d'argent aux Jeux olympiques d'été de 1908 à Londres. Les Britanniques perdent le seul match de la compétition contre les Canadiens sur le score de 14 à 10.